# Піт Фарндон
Піт Фарндон (англ. Pete Farndon; нар. 12 червня 1952; Герефорд, Велика Британія—14 квітня 1983; Онгінгтон, Герефордшир, Велика Британія)—британський музикант, один із засновників рок-гурту, The Pretenders, де він грав на бас-гітарі, і був автором пісень гурту.

## Біографія
Піт Фарндон народився 12 червня, 1952, року в місті Герефорд, Велика Британія. В гурт The Pretenders, увійшов в 1978 році бас-гітаристом та автором пісень гурту. Ще до гурту Фардон почав свою музичну кар'єру в австралійському гурті The Bushwackers в якому він почав грати з 1976, року, потім приєднався до The Pretenders, де програв п'ять років. Під час гри у гурті у Фардона почалися проблеми з наркотиками, що спричиняло проблеми його музичній кар'єрі, у гурті. Піт Фарндон помер 14 квітня 1983, року у віці 30 років причиною смерті стало передозування наркотиками це був героїн